# Federico Sboarina
Federico Sboarina, né le 10 janvier 1971 à Vérone, est un homme politique italien, ancien membre de l'Alliance nationale (Italie). Il est maire de Vérone de 2017 à 2022.

## Biographie
Le 25 juin 2017, Federico Sboarina est élu maire de Vérone à la tête d'une coalition de centre-droit.